# Туони
Туони (также Мана или Тоони) — правитель Маналы, страны мертвых, в финно-угорской мифологии.
Туони правит Маналой со своей грозной женой Туонетари. У них четыре дочери: Кальма, Кипу-Титто, Ловиатар и Вамматар, а также сын Сурма.
Туони, владыку подземного мира, описывают как бессердечную, безжалостную и устрашающую старую фигуру с тремя железными пальцами на каждой руке.